# Jimmy Neutron vs. Timmy Turner
Jimmy Neutron vs. Timmy Turner ist eine US-amerikanische Trilogie aus den Jahren 2004 und 2006. Dabei handelt es sich um ein Crossover der Serien Cosmo und Wanda – Wenn Elfen helfen und Jimmy Neutron, das aus drei Fernsehfilmen besteht. In diesen Filmen treffen die eigentlich in unterschiedlichen Universen lebenden Protagonisten in jeweils einer ihrer Welten aufeinander.
Jimmy Neutron ist eine computeranimierte Serie im 3D-Stil. Cosmo und Wanda – Wenn Elfen helfen hingegen ist ein klassischer 2D-Zeichentrick. Wenn Jimmy Neutron im Verlauf der Handlung in Timmy Turners Universum auftaucht, wird auch er als 2D-Zeichentrickfigur dargestellt, wenn Timmy Turner umgekehrt in Jimmy Neutrons Welt agiert, wird auch er als 3D-Computeranimationsfigur dargestellt. Im dritten Teil gibt es zudem eine Mischwelt.

## Teil 1: Gefangen in der Welt der Feen
Originaltitel: The Jimmy Timmy Power Hour
Timmy Turner landet dank seiner helfenden Elfen plötzlich im Labor von Jimmy Neutron und bringt alles durcheinander. Bevor Jimmy den ungebetenen Gast loswird, drückt er auf eines von Timmys Geräten. Mit schlimmen Folgen: Jimmy landet plötzlich in Timmys Welt. Die beiden haben ihre Plätze vertauscht und müssen nun versuchen, in einer jeweils fremden Umgebung klarzukommen. Timmy hat schon bald ganz Retroville von seiner Genialität überzeugt, während sich Jimmy mit einem völlig verrückten Lehrer herumschlagen muss.
Die deutsche Synchronisation der Figuren aus der Serie „Cosmo und Wanda“ wurden in dieser Folge nicht von den Standardsprechern gemacht, entsprechend ungewohnt klingen die Stimmen. Außerdem wurden die „helfenden Elfen“ in dieser Folge mit der (zutreffenderen) Bezeichnung „Feenhafte Paten“ übersetzt.

## Teil 2: Freitag, der 13.
Originaltitel: The Jimmy Timmy Power Hour 2: When Nerds Collide
Timmy hat für Freitag, den Dreizehnten, eine Party organisiert. Als er keine weibliche Begleitung findet, erinnert er sich an Cindy Vortex aus dem Jimmy-Neutron-Universum. Kurzerhand lässt er sich von seinen helfenden Elfen Cosmo und Wanda dorthin zaubern, um sich mit Cindy zu verabreden. Doch Jimmy Neutron hat genau das Gleiche vor. Ein Kampf um Cindy entbrennt, den Timmy mit tatkräftiger Unterstützung von Cosmo und Wanda für sich entscheidet. Gemeinsam mit Cindy kehrt er in sein eigenes Universum zurück. Doch Jimmy will so schnell nicht aufgeben. Der pfiffige Erfinder und seine Freunde Karl, Max und Libby folgen Timmy und Cindy. Das Gleiche tut auch der verschlagene Professor Calamitous, der davon träumt, die beiden Elfen als Mitarbeiter zu gewinnen. Als er zufällig auf den herumstreunenden Anti-Cosmo trifft, kommt er diesem Ziel ein großes Stück näher. Doch Anti-Cosmo verlangt eine Gegenleistung: Calamitous soll ihm helfen, alle Anti-Elfen aus dem Gefängnis der Elfenwelt zu befreien. Die Anti-Elfen sorgen dafür, dass sich die Erde nicht mehr dreht und fortan für immer Freitag der Dreizehnte ist. Timmy und Jimmy schaffen es, die Anti-Elfen mit einem Apparat, welcher aus einem Schmetterlingsnetz und Jimmys Hypercubus besteht, zu besiegen. Calamitous versucht den Cubus zu stehlen. Als Jimmy das verhindern will, wird Timmy eifersüchtig und will Jimmy mit einem Strahl beschießen. Bei dem Strahl handelt es sich um einen Genverschmelzer, den Timmy von A.J. geklaut hat. Er trifft nicht Jimmy, sondern Calamitous und Jean-Claude van Ramme, welche beide versuchten, den Hypercubus zu bekommen. Calamitous wird in van Rammes Körper verschmolzen und die beiden werden zu einem zweiköpfigen Wesen. Calamitous ergreift die Oberhand und entführt Cindy nach Retroville. Timmy und Jimmy werden von dem „Van Calammetus“ beschossen und in Schnecken verwandelt. Dank Cosmo und Wanda können die beiden gemeinsam mit Libby, Max und Carl nach Retroville reisen, wo es zum finalen Showdown zwischen Jimmy, Timmy und Cindy gegen den „Van Calammetus“ und seine Big Bang Bombe kommt.

## Teil 3: Ein hinreißend gelungener Schurke
Originaltitel: The Jimmy Timmy Power Hour 3: The Jerkinators
Timmy Turner und Jimmy Neutron verstehen sich so gut, dass sie beschließen, bei einem ganz besonderen Projekt zusammenzuarbeiten: Beide Helden sind es leid, gegen mehr oder minder harmlose Ganoven zu kämpfen, die keine echte Herausforderung darstellen. Um das zu ändern, wollen Timmy und Jimmy gemeinsam den ultimativen Schurken entwerfen, der alle übrigen Bösewichte in den Schatten stellen soll. Das Schurkenprojekt entwickelt sich nicht ganz so, wie Jimmy und Timmy sich das vorgestellt haben. Bei dem Halunken handelt es sich um einen freundlichen Lausbuben, welcher für niemanden eine richtige Bedrohung darstellt. Als die beiden ihn jedoch sitzen lassen, entwickelt er negative Emotionen, die er adaptiert und somit in pures Böse verwandelt. Er wird so bösartig, dass er sowohl Timmys Heimatstadt „Dimmsdale“ als auch Jimmys Heimatstadt „Retroville“ in Angst und Schrecken versetzt. Aus Rache an Jimmy und Timmy saugt er alle Einwohner von Retroville und Dimmsdale in eine selbsterschaffene Welt, die er „Retrodimmsdaleville“ tauft. Die Existenz der beiden Universen steht auf dem Spiel. Jimmy und Timmy müssen sich sehr anstrengen, um ihren Fehler wieder gutzumachen.
Cindy, Libby, Karl, Max, Chester und A.J. schließen sich nach einer Entschuldigung der beiden Protagonisten an, und gemeinsam versuchen sie „den Bösewicht der nicht Shirley heißt“ und die Zerstörung der Universen zu stoppen.

## Synchronisation
| Rolle                                 | Originalsprecher                      | Deutscher Sprecher                    | Teil                                  |
| Von Cosmo & Wanda – Wenn Elfen helfen | Von Cosmo & Wanda – Wenn Elfen helfen | Von Cosmo & Wanda – Wenn Elfen helfen | Von Cosmo & Wanda – Wenn Elfen helfen |
| ------------------------------------- | ------------------------------------- | ------------------------------------- | ------------------------------------- |
| Timmy Turner                          | Tara Strong                           | Magdalena Turba                       | 1                                     |
| Timmy Turner                          | Tara Strong                           | Hannes Maurer                         | 2–3                                   |
| Cosmo                                 | Daran Norris                          | Mario von Jascheroff                  | 1                                     |
| Cosmo                                 | Daran Norris                          | Norman Matt                           | 2–3                                   |
| Wanda                                 | Susan Blakeslee                       | Liane Rudolph                         | 1                                     |
| Wanda                                 | Susan Blakeslee                       | Ilya Welter                           | 2–3                                   |
| Mr. Turner                            | Daran Norris                          | Eckhard Bilz                          | 1                                     |
| Mr. Turner                            | Daran Norris                          | Hans Bayer                            | 2–3                                   |
| Mrs. Turner                           | Susan Blakeslee                       | Michaela Kametz                       | 2–3                                   |
| Denzel Crocker                        | Carlos Alazraqui                      | Uwe Büschken                          | 1                                     |
| Denzel Crocker                        | Carlos Alazraqui                      | Marcus Off                            | 2–3                                   |
| Jean-Claude van Ramme                 | Daran Norris                          | Werner Ziebig                         | 1                                     |
| Jean-Claude van Ramme                 | Daran Norris                          | Volker Wolf                           | 2                                     |
| Chester McBadbat                      | Jason Marsden                         | Christoph Banken                      | 1                                     |
| Chester McBadbat                      | Jason Marsden                         | Julius Heckter                        | 3                                     |
| A.J.                                  | Gary LeRoi Gray                       | Anja Rybiczka                         | 1                                     |
| A.J.                                  | Gary LeRoi Gray                       | Davide Brizzi                         | 3                                     |
| Vicky                                 | Grey DeLisle                          |                                       | 1                                     |
| Vicky                                 | Grey DeLisle                          | Katja Liebing                         | 3                                     |
| Francis                               | Faith Abrahams                        | Uwe Jellinek                          | 1                                     |
| Sanjay                                | Dee Bradley Baker                     | Christoph Banken                      | 1                                     |
| Von Jimmy Neutron                     |                                       |                                       |                                       |
| James Isaac Neutron                   | Debi Derryberry                       | Ilona Otto                            | 1–3                                   |
| Cindy Vortex                          | Carolyn Lawrence                      | Cathlen Gawlich                       | 1–3                                   |
| Karl Keucher                          | Rob Paulsen                           | Gerrit Schmidt-Foß                    | 1–3                                   |
| Max Estevez                           | Jeff Garcia                           | Wanja Gerick                          | 1–3                                   |
| Libby Folfax                          | Crystal Scales                        | Ranja Bonalana                        | 1–3                                   |
| Frank Neutron                         | Mark DeCarlo                          | Detlef Bierstedt                      | 1, 3                                  |
| Judy Neutron                          | Megan Cavanagh                        | Rita Engelmann                        | 1, 3                                  |
| Robbie Neutron                        | Frank Welker                          | Stefan Fredrich                       | 1                                     |
| Dr. Calamitous                        | Tim Curry                             | Eberhard Prüter                       | 2                                     |
| Dr. Moist                             | Jeff Bennett                          | Joachim Kaps                          | 2                                     |
| Justus Stritch                        | Rob Paulsen                           | David Turba                           | 3                                     |